# تشاك آدمسون
تشاك آدمسون هو لاعب هوكي الجليد كندي، ولد في 20 أغسطس 1938 في غريتر سودبوري في كندا.

## وصلات خارجية
- تشاك آدمسون على موقع EliteProspects.com (الإنجليزية)
- تشاك آدمسون على موقع HockeyDB.com (الإنجليزية)